# Quảng Ngãi (Provinz)
Quảng Ngãi ist eine Küstenprovinz in Zentralvietnam, 883 km südlich von Hà Nội und 838 km nördlich von Thành phố Hồ Chí Minh (Hồ-Chí-Minh-Stadt). Quảng Ngãi hat eine Fläche von 5177 km² und etwa 1,25 Mio. Einwohner, von denen rund 10 % in der Provinzhauptstadt Quảng Ngãi leben.
Die Provinz wird durch Berge auf einer Seite und Meer auf der anderen begrenzt. Das Wirtschaftspotential besteht aus der Landwirtschaft und Viehzucht.
Das Klima wird in zwei Jahreszeiten geteilt, die Temperatur erreicht manchmal bis zu 41 °C in den heißesten Monaten.
Quảng Ngãi ist für die kulturellen Überreste von Sa Huynh, Chau-Sa-Zitadelle, Ong-Pagode, Mai-Son-Pagode und Ba-Gia-Schlachtfelder bekannt.
Im Norden von Quảng Ngãi bei Mỹ Lai (My Lai, pink ville) im Kreis Sơn Tịnh hat am 16. März 1968 eines der schlimmsten Massaker des Vietnam-Krieges stattgefunden, das Massaker von My Lai.

## Administrative Gliederung
Die Provinz besteht aus dreizehn Kreisen und einer kreisfreien Stadt
- Quảng Ngãi (Stadt)

- Ba Tơ
- Bình Sơn
- Đức Phổ
- Minh Long
- Mộ Đức
- Nghĩa Hành
- Sơn Hà
- Sơn Tây
- Sơn Tịnh
- Tây Trà
- Trà Bồng
- Tư Nghĩa
- Lý Sơn (Inselkreis)